# Pleurocrypta keiensis
Pleurocrypta keiensis är en kräftdjursart som beskrevs av Hugo Frederik Nierstrasz och Brender a Brandis 1931. Pleurocrypta keiensis ingår i släktet Pleurocrypta och familjen Bopyridae. Inga underarter finns listade i Catalogue of Life.